# Macuiltochtli

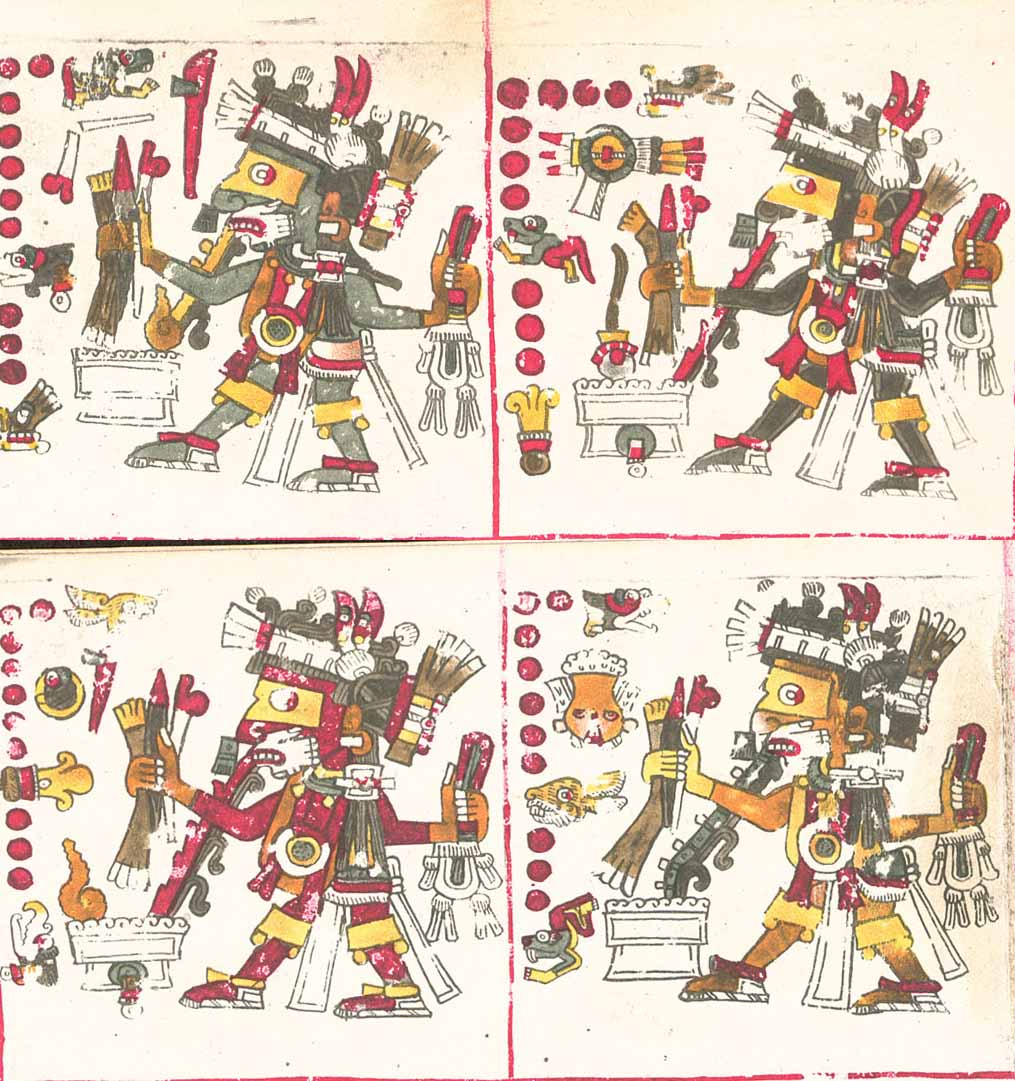
Macuiltonaleque, Códice Borgia.

Macuiltochtli (del náhuatl: macuiltōchtli ‘cinco conejo’‘macuilli, cinco; tōchtli, conejo’) en la mitología mexica es un espíritu masculino encarnado de los hombres que murieron durante las batallas, por otra parte, éste en particular es también identificado como uno de los Centzon Totochtin, dioses menores del pulque, de la embriaguez, de los borrachos, venerado bajo la forma de un conejo, fuerte símbolo de la religión mesoamericana, ya que los conejos se asociaban con la ebriedad y con los excesos.
Entre los Macuiltonaleque, sólo cinco son claramente identificados en el Códice Borgia:
- Macuilcozcacuauhtli (del náhuatl: macuilcōzcacuāuhtli ‘cinco buitre’‘macuilli, cinco; cōzcacuāuhtli, buitre’).
- Macuilcuetzpalin (del náhuatl: macuilcuetzpalin ‘cinco lagartija’‘macuilli, cinco; cuetzpalin, lagartija’).
- Macuilmalinalli (del náhuatl: macuilmalīnalli ‘cinco hierba’‘macuilli, cinco; malīnalli, hierba’).
- Macuiltochtli (del náhuatl: macuiltōchtli ‘cinco conejo’‘macuilli, cinco; tōchtli, conejo’).
- Macuilxóchitl (del náhuatl: macuilxōchitl ‘cinco flor’‘macuilli, cinco; xōchitl, flor’).